# 輪湖公寛
輪湖 公寛（わご きみひろ、1923年7月11日 - 2003年8月5日）は日本の裁判官。

## 経歴
長野県南安曇郡上野村（現松本市）生まれ。旧制松本中学（現長野県松本深志高等学校）、旧制松本高校文科を経て、東京帝国大学卒業。1948年司法修習生となり、1950年長野地方裁判所松本支部判事補等を経て、1971年最高裁判所調査官となる。1975年東京高等裁判所判事、1981年函館地方裁判所長、1983年仙台高等裁判所裁判長。1988年退官。1993年勲二等瑞宝章。
2003年（平成15年）9月19日付の官報号外（第219号）210頁の「弁護士名簿登録・登録換・登録取消 諸事項」において、同年8月5日付で死亡により弁護士名簿登録取消となっている。

## 主な判決
- 弘前大学教授夫人殺人事件を巡る国家賠償請求訴訟において原告の請求を棄却した[2]。

## 註
1. 1 2  “平成15年（2003年）9月19日付官報号外 第219号210頁”.   官報検索!. 2024年8月30日閲覧。
2. ↑  仙台高等裁判所判決 昭和61年11月28日 高民集第39巻第4号83頁、昭和56（ネ）202、『国家賠償請求、仮執行の原状回復命令申立事件』。